# Якловце
Якловце (словац. Jaklovce) — село в окрузі  Ґаланта Трнавського краю Словаччини. Площа села 17,25 км². Станом на 31 грудня 2015 року в селі проживало 1902 жителі.
Поруч знаходяться води ГЕС-ГАЕС Ружин.

## Історія
Перші згадки про село датуються 1328 роком.

## Населення
| Рік:            | 1994. | 2004.   | 2014.   | 2024.   |
| --------------- | ----- | ------- | ------- | ------- |
| Кількість осіб: | 1957  | 1972    | 1905    | 1802    |
| Різниця:        |       | +0,76 % | -3,39 % | -5,40 % |

| Рік:            | 2023. | 2024.   |
| --------------- | ----- | ------- |
| Кількість осіб: | 1812  | 1802    |
| Різниця:        |       | -0,55 % |